# هاري كلارك (رسام)
هاري كلارك (بالإنجليزية: Harry Clarke)‏ (و. 1889 – 1931 م) هو رسام، ورسام توضيحي أيرلندي، ولد في دبلن، توفي في خور، عن عمر يناهز 42 عاماً، بسبب سل.

## التعليم
تعلم في National College of Art and Design ‏.

## روابط خارجية
- هاري كلارك على موقع ديسكوغز (الإنجليزية)